# Cost to serve
Cost to serve là một công cụ kế toán dựa trên quy trình để tính toán lợi nhuận của tài khoản khách hàng, dựa trên các hoạt động kinh doanh thực tế và chi phí phát sinh cho dịch vụ của khách hàng đó. Trong bối cảnh quản lý chuỗi cung ứng, nó có thể được sử dụng để phân tích cách chi phí được tiêu thụ trong toàn chuỗi cung ứng.  Nó cho thấy rằng mỗi sản phẩm và khách hàng đòi hỏi các hoạt động khác nhau và có một hồ sơ chi phí khác nhau.  Các hồ sơ sản phẩm và khách hàng thường được minh họa bằng cách sử dụng đường cong phân tích Pareto, trong đó nêu bật những người đóng góp nhiều nhất vào lợi nhuận của công ty và những người làm xói mòn nó. Không giống như Chi phí dựa trên hoạt động (ABC), Cost to serve không tốn nhiều tài nguyên và tập trung vào các phân tích tổng hợp xung quanh sự pha trộn của các trình điều khiển chi phí.
Nó đưa ra một cái nhìn tổng hợp về chi phí ở từng giai đoạn của chuỗi cung ứng cung cấp một cái nhìn dựa trên thực tế để làm sáng tỏ sự phức tạp của nhiều chuỗi cung ứng và kênh cung cấp cho thị trường.  Nó cho phép tập trung vào cả các quyết định dài hạn và ưu tiên cho các hành động ngắn hạn.  Các doanh nghiệp có thể định vị lại khách hàng và dịch vụ và cách họ được phục vụ để cải thiện tỷ suất lợi nhuận chung.